# 宮澤湖

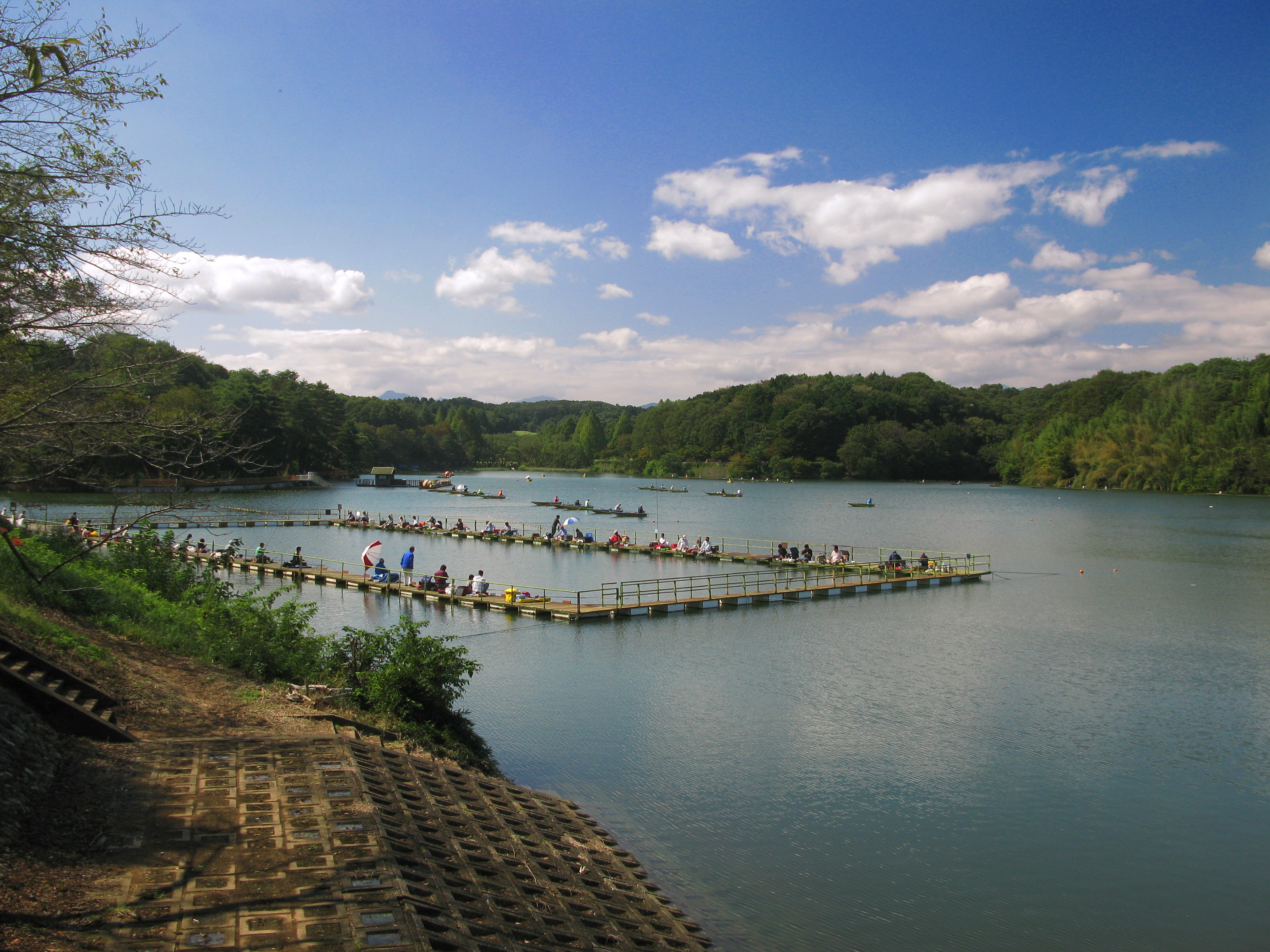
宮澤湖（2012年10月）

宮澤湖，是一座位於日本埼玉縣飯能市的人工湖泊。

## 概要
於1941年（昭和16年）完工。 『角川日本地名大辞典 11 埼玉県』833頁。</ref>是一座位於埼玉県立奥武蔵自然公園内的水庫。
壩高18.5公尺、堤頂長240公尺。湖面積約2平方公里，滿水面積是0.13平方公里、蓄水量95萬立方公尺。湖水取自於飯能市小瀬戶附近的入間川，經由隧道以毎秒1.3立方公尺速度引水。